# Малка чайка
Вижте пояснителната страница за други значения на Чайка.
Малката чайка (Hydrocoloeus minutus) е птица от семейство Чайкови (Laridae). Среща се и в България.
За първи пътв България през размножителния сезон видът е съобщен от орнитолога Николай Боев край Созопол, в блатото Алепу и в Шабленското езеро през 1949-1950 г. и край Балчик в 1960 г. 